# Årsteinen
Årsteinen (der Årstein) ist eine Insel der norwegischen Kommune Vågan im Fylke Nordland und gehört geografisch zu der Inselgruppe Vesterålen, politisch aber aus historischen Gründen zu Lofoten. Der Sund Raftsund, der Lofoten von Vesterålen trennt, beginnt hier im Westen der Insel. Die Südspitze von Norwegens zweitgrößter Insel Hinnøya befindet sich im Norden, nur durch einen schmalen Kanal von Årstein getrennt. 
Das gleichnamige Gut im Süden der Insel wurde Anfang des 21. Jahrhunderts aufgegeben. Man erreichte es nur mit dem Boot oder  über einen Fußweg, der die Insel mittig durchquert. Heute befinden sich auf der Insel nur einige Wohnhäuser und ein Gartenbaubetrieb, die man über eine Schotterstraße erreicht, die an der Ostseite der Insel gebaut wurde.